# حويون

الحويون هم إحدى القبائل العربية التي جائت من بلاد الاناضول وشمال العراق مدينة نوزي وهم شعب تعود اصولهم إلى حوريون استوطنت بلاد الشام؛ وتحديدًا في فلسطين وكانت منازلهم في مدينة نابلس وجبعون ثم انتشروا في شمال فلسطين حتى جبل الشيخ. نزل فريق منهم في شمال القدس وأنشؤوا عدداً من القرى.
لم يرد ذكر الحويين في غير التوراة من المصادر القديمة. ولذا أصبحت الروايات التي وردت في الكتب التوارتية المصدر الوحيد الذي استند إليه المؤرخون في محاولتهم تحديد هوية هذا الشعب وصلاته ببقية الشعوب واستنباط ملامح تاريخه. ولما كانت روايات التوراة في أغلب الأحيان مقتضبة وغير وافية، لليوم يرى بعض العلماء ان اصل الحويون يعود إلى بلاد الاناضول شرق أوروبا وشمال العراق

## أصل الحويين
نسب الحويون في التوراة إلى كنعان كما نسب اليبوسيون والعموريين والجرجاشيون، فإذا صحت هذه النسبة فإنها تعني أنهم كانوا من الشعوب السامية التي استوطنت بلاد كنعان قبل غزو بني إسرائيل لهذه البلاد. إلا أن العالم سبايزر (بالإنجليزية: Speiser)‏ يرى أن نسبة الشعب الحوي إلى الساميين لا يمكن قبولها. ويعتقد بأن اسم <<حوي>> الذي ورد في التوراة ما هو إلا تحريف للاسم <<حووئيا>> الذي عثر عليه بين الأسماء الحوية في الوثائق الحوية المكتشفة في مدينة نوزي التي كانت المركز الحضاري الرئيس للحوريين، في العراق. فإذا قبل ما ذهب إليه سبايزر يكون الحويون والحوريون شعباً واحداً، وبالتالي لا يمكن نسبتهم إلى الشعوب السامية. ومن الذين يؤيدون سبايزر في رأيه هذا العالم غرنتز (بالإنجليزية: Grintz)‏. ومما يستند إليه هذان العالمان أيضا أن لفظ <<حوي>> كان يحل محل <<حورايت>> أي الحوريين، كما يحل الاسم الأخير محل الأول في سفر التكوين (36:2). ويشيران كذلك إلى ما ورد في سفر يشوع (9:6) من أن الحويين كانوا من الغرباء الذين نزحوا إلى البلاد من مناطق نائية. وهذا يتفق مع حقيقة أن الحوريين كانوا أيضا غرباء نزحوا إلى فلسطين من مناطق بعيدة تقع في شمال العراق وبلاد الأناضول. ويرى سبايزر أن الحويين دخلوا إلى فلسطين مع الجموع التي كانت تعرف بالهكسوس، عند مرورها بهذه البلاد في طريقها إلى مصر بين القرنين الثامن عشر والسابع عشر قبل الميلاد.
وهناك فريق آخر من الباحثين يعتقد أن الحويين لم يكونوا غير الآخيين اليونانيين الذين ذكروا في الإلياذة وظهروا في الوثائق المصرية القديمة باسم <<آكيواشا>> غير أن هذا الزعم لا يستند إلى دليل واضح، وبالتالي لا يمكن قبوله.
يظهر مما مر بوضوح صعوبة البت في تحديد هوية الحويين، وأن أياً من الآراء التي قدمت تنقصها الأدلة المقنعة، مما دفع أغلب المؤرخين إلى الاعتماد في الوقت الحاضر على ما ورد عنهم في التوراة.

## علاقة الحويين باليهود
عندما تحالفت شعوب المنطقة من الحثيين والعموريين والكنعانيين والفرزيين للوقوف بوجه الغزو العبراني خرج الحويون على هذا الإجماع، وحاولوا تجنب الحرب بالتقرب من العبرانيين والتوسل إلى يشوع بعدم التعرض لهم. وأنكر الحويون وجود أية علاقة بينهم وبين الشعوب الأخرى، وادعوا أنهم غرباء وفدوا من مناطق نائية بعد أن تنكروا بارتداء ملابس بالية. وسالمهم يشوع، وعفا عنهم، ثم بدأ يستخدمهم في جمع الحطب ونقل الماء للإسرائيليين. ويبدو أن موقف الحويين هذا أثار عليهم غضب الشعوب الأخرى، حتى أن ملك يبوس العموري حاول ضربهم في جبعون، إلا أن الحويين استنجدوا بيشوع الذي أسرع لنجدتهم وتتحدث التوراة عن التقارب الشديد بين الحويين وبني يعقوب، حتى إن شكيم بن حمور الحوي خطب ابنة يعقوب <<دينة>> لإبنه أملا في أن تؤدي المصاهرة إلى تقوية ما كان بين بني يعقوب والحويين من علاقات، ووعد شكيم بتسهيل إقامة بني يعقوب في أراضي الحويين ومنحهم حق تملك الأرض والمتاجرة معهم. واشترط بنو يعقوب لقبول ذلك أن يوافق الحويون على ممارسة ختان الذكور منهم. وتوجه زعماء الحويين بنداء إلى قومهم يدعونهم فيه إلى قبول بني يعقوب بينهم والإتجار والتزاوج معهم. غير أن كل ما فعله الحويون لكسب ود الإسرائيليين، وكل ما قدموه من تنازلات، لم يمنع هؤلاء النازحين الجدد من نهب أراضيهم وسلب أغنامهم وأبقارهم وسبي نسائهم واختطاف أولادهم، كما ورد في سفر التكوين.